# Owlz d'Orem
Les Owlz d'Orem (en anglais : Orem Owlz) sont une équipe des ligues mineures de baseball dans la Pioneer League établie depuis 2005 à Orem, dans l'Utah aux États-Unis.
Les Owlz sont affiliés aux Angels de Los Angeles de la Ligue majeure de baseball, dont ils sont le club-école de niveau recrue depuis 2001. De 2001 à 2004, le club-école recrue des Angels existe sous le nom d'Angels de Provo et est basé à Provo (Utah). Après quatre saisons à Provo, il est déménagé à Orem, ville située à une dizaine de kilomètres.
Les matchs locaux des Owlz d'Orem sont joués au Brent Brown Ballpark, un stade de baseball situé sur le campus de l'université de la vallée de l'Utah et pouvant accueillir 5 000 spectateurs.
Le club mineur a connu beaucoup de succès depuis sa création. À Provo, les Angels ont participé à la finale de la Pioneer League à la fin de chacune de leurs quatre saisons. Forts d'un premier titre à Provo en 2004, ils ont enchaîné les titres, cette fois comme Owlz d'Orem, en 2005, 2007 et 2009.

## Histoire
De 2001 à 2004, les Angels de Provo, équipe de la Pioneer League établie à Provo (Utah) est le club-école de niveau recrue des Angels d'Anaheim (par la suite appelé Angels de Los Angeles d'Anaheim) de la Ligue majeure de baseball. Après 4 saisons, le club-école quitte Provo et le Larry H. Miller Field, un stade de 2 100 places construit pour eux en 2001, et s'établissent à Orem, toujours dans l'Utah. Le nom de l'équipe est alors changé pour Owlz (« Hiboux » en français).
En 2020, le club annonce son déménagement vers Windsor pour devenir les Owls du Nord du Colorado.

### Palmarès

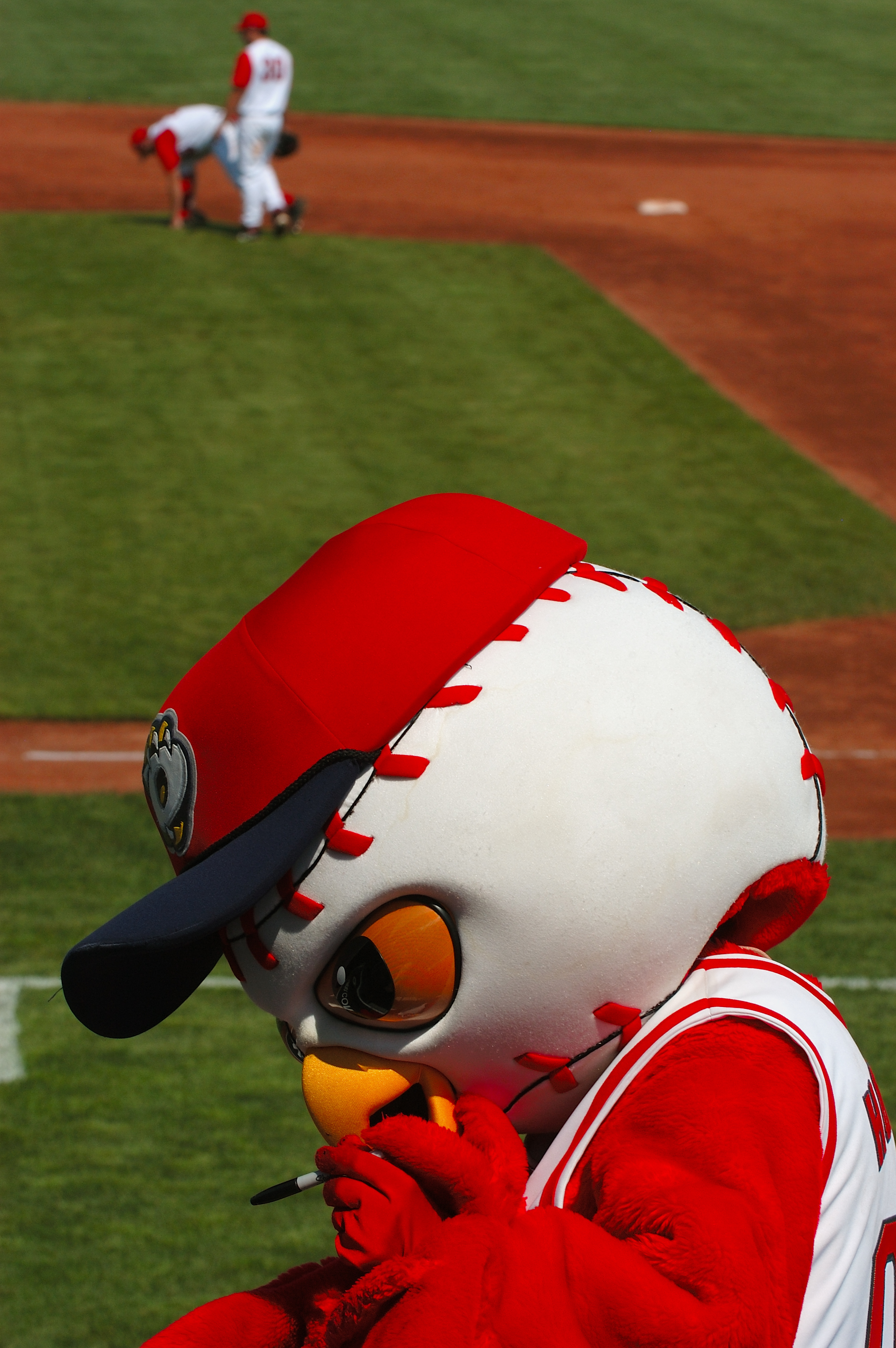
Hootz, la mascotte des Owlz d'Orem, en 2006.

Les Angels de Provo participent à la finale de la Pioneer League à chacune de leurs quatre saisons d'existence. Leur meilleure saison régulière est celle de 2003, avec 54 victoires et seulement 22 défaites. Ils perdent cependant la finale de la ligue aux mains des Mustangs de Billings en 2001, des Dodgers de Great Falls en 2002, puis encore une fois de Billings en 2003. Leur dernière saison est enfin couronnée par un titre lorsqu'ils triomphent des Mustangs lors de la finale de 2004.
Les Owlz, quant à eux, participent à la finale de la Pioneer League en 5 occasions au cours de leurs 10 premières années d'existence à Orem. Titrés trois fois, ils remportent la finale sur les Brewers d'Helena en 2005, sur les White Sox de Great Falls en 2007 et sur l'Osprey de Missoula en 2009. Deux voyages en finale se soldent par des échecs : aux mains des Voyagers de Great Falls en 2008 et devant les Mustangs de Billings en 2014. La franchise mineure de Provo-Orem a donc joué en finale 9 fois en 14 ans et gagné 4 titres au total.

### Joueurs notables
Plusieurs joueurs ont commencé leur carrière professionnelle à Provo et Orem, ou du moins en ont fait l'un de leurs premiers arrêts professionnels, avant d'atteindre dans les années suivantes les Ligues majeures de baseball. C'est entre autres le cas à Provo pour Ervin Santana en 2001, Erick Aybar  et Joe Saunders en 2002 et Howie Kendrick en 2003.
Quant aux Owlz d'Orem, ils ont été le premier arrêt pour, entre autres, Mark Trumbo en 2005, Peter Bourjos en 2006 et Garrett Richards en 2009.
Les Owlz d'Orem sont fréquemment mentionnés dans le best-seller Odd Man Out: A Year on the Mound with a Minor League Misfit de Matt McCarthy, un lanceur des ligues mineures dans l'organisation des Angels de Los Angeles, qui publie en 2009 un livre autobiographique sur son expérience. La véracité des expériences rapportées dans le livre ont toutefois été mises en doute,.